# Jaafar Abdul Aziz
Jaafar bin Abdul Aziz ist ein Brunei-Malayischer (Orang Melayu Brunei, Jawi: اورڠ ملايو بروني) Adliger, Militär und Geschäftsmann. Er diente als Kommandant der Royal Brunei Land Forces (RBLF) (1999–2001), und der Royal Brunei Armed Forces (RBAF) (2001–2003).

## Leben

### Militärkarriere
Nach seiner Grundausbildung wurde er 1969 im Royal Brunei Malay Regiment (RBMR) eingesetzt. Während eines Manövers in Berakas Camp wurde der damalige Kadett Jaafar neben anderen von Prinz Mohammed Bolkiah für herausragende Leistungen im Schießen ausgezeichnet. Während des 10-jährigen Jubiläums der Gründung der RBMR 1971 war Jaafar als Junior Lieutenant einer der Soldaten, welche in der Parade die Flagge des Colonel-in-Chief trugen. 1991 besuchte er den Kurs in Defence and Strategic Studies (DSSC) am Australian Defence College in Canberra. Am 28. Oktober 1999 folgt Colonel Jaafar auf Shari Ahmad als Kommandant der RBLF. Als Generalmajor übernahm er am 2. April 2001 die Führung der RBAF. 2002 führte er Gespräche mit dem damaligen Deputy Prime Minister of Singapore (Daftar Wakil Perdana Menteri Singapura) und Minister of Defence (MINDEF;Kementerian Pertahanan; 新加坡國防部; தற்காப்பு அமைச்சு) Tony Tan in Singapur. Am 8. Mai empfing er zusammen mit Sultan Hassanal Bolkiah den Chef der Verteidigungskräfte von Thailand (ผู้บัญชาการทหารสูงสุด), Narong Yuthavong

## Spätere Karriere
Nach seiner militärischen Karriere wurde er Mitglied der Veterans Association of Royal Brunei Armed Forces (PERWIRA), und Advisor des Al-Ameerah Al-Hajjah Maryam Masjid Improvement Committee. Außerdem ist Jaafar Vorsitzender der Richland Insurance seit 2004 und im Board of Directors (Direktorium) der HSE Engineering. Vor der Abreise zur Asia Softball Masters 2022, wurde den Teammanagern vom Präsidenten der Brunei Amateur Softball and Baseball Association (BASBA), Jaafar, am Flughafen Brunei International die Flagge Bruneis überreicht. In einer Zeremonie 2023 wurden von Jaafar Spenden an arme Einwohner von Kampong Jerudong 'A' und 'B' und 58 Waisen verteilt. Jaafar ist Berater des Kampong Jerudong 'A' Consultative Council.

## Familie
Jaafar ist verheiratet mit Datin Hajah Salbiah binti Mohd Yusof. Mit ihr hat er zwei Söhne, Mohammed Nazlee und Abdul Azeez, und eine Tochter, Athiyyah As’ad.
32 Golfspieler der Brunei Darussalam Association of Senior Golfers (BDASG) nahmen vom 27. bis 29. Oktober 2015 unter der Leitung von Pehin Dato Jaafar in Chiang Mai an einem Golfwettbewerb teil. Das Team konnte sechs Preise erringen.

## Ehrungen

### National
Jaafar wurde der Manteri-Titel Pehin Orang Kaya Lela Pahlawan verliehen. Weitere Ehrungen
- Order of Paduka Keberanian Laila Terbilang First Class (DPKT) – Dato Paduka Seri (15. Juli 2001)[18]
- Order of Paduka Seri Laila Jasa Second Class (DSLJ) – Dato Seri Laila Jasa
- Order of Seri Paduka Mahkota Brunei Third Class (SMB)

### Ausländisch
- -  Bintang Yudha Dharma Utama (BYD) (26 February 2003)[19]